# Toumbala
Toumbala (auch: Toumballa, Tounbala) ist ein Weiler in der Landgemeinde Gaffati in Niger.

## Geographie
Der Weiler liegt auf einer Halbinsel im Stausee der Toumbala-Talsperre. Er befindet sich rund 23 Kilometer nordöstlich des Hauptorts Gaffati der gleichnamigen Landgemeinde, die zum Departement Mirriah in der Region Zinder gehört. Ein Dorf ist der näheren Umgebung von Toumbala ist Garin Koublé im Süden.
Es herrscht das Klima der Sahelzone vor, mit einer durchschnittlichen jährlichen Niederschlagsmenge zwischen 300 und 400 mm.

## Bevölkerung
Bei der Volkszählung 2012 hatte Toumbala 141 Einwohner, die in 17 Haushalten lebten. Bei der Volkszählung 2001 betrug die Einwohnerzahl 92 in 17 Haushalten.

## Wirtschaft und Infrastruktur
Die 7,8 Meter hohe Toumbala-Talsperre wurde 2007 fertiggestellt. Sie dient der Bewässerung, Wasserversorgung und Viehwirtschaft. In der Siedlung wird Saatgut für Augenbohnen produziert.